# По цену живота
По цену живота (енгл. Hell or High Water) је амерички криминалистички вестерн филм из 2016. редитеља Дејвида Макензија а по сценарију Тејлора Шеридана. Продуценти филма су Сидни Кимел, Питер Берг, Карла Хакен, Џули Јорн, Џиџи Прицкер, Рејчел Шејн и Брејден Афтергуд.
Глумачку екипу чине Џеф Бриџиз, Крис Пајн, Бен Фостер и Гил Бермингхам. Светска премијера филма је била одржана 12. августа 2016. у Сједињеним Америчким Државама. 
Буџет филма је износио 12 000 000 долара. Зарада од филма је 38 000 000 $.
24. јануара 2016. године филм По цену живота је добио номинације за 4 Оскара — најбољи филм, најбољег глумца у споредној улози (Џеф Бриџиз), најбољи оригинални сценарио и најбољу монтажу.

## Радња
Разведени отац (Крис Пајн) и његов брат, бивши робијаш (Бен Фостер) извршавају низ пљачки како би сачували породични ранч који је под хипотеком, а породица у дуговима. Иако су пљачке добро планирали, дивља природа бившег робијаша доводи до непотребних ризика и приближавања тексашких ренџера. Џеф Бриџиз игра ренџера пред пензијом који пљачкашима улази у траг, желећи да их ухвати, али и открије мотив пљачки.

## Улоге
| Глумац         | Улога           |
| -------------- | --------------- |
| Џеф Бриџиз     | Маркус Хамилтон |
| Крис Пајн      | Тоби Хауард     |
| Бен Фостер     | Тенер Хауард    |
| Гил Бирмингхам | Алберто Паркер  |